# مؤسسة الشارقة للفنون
مؤسسة الشارقة للفنون هي مؤسسة ثقافية غير ربحية للفن المعاصر ومقرها في مدينة الشارقة، الإمارات العربية المتحدة. تأسست في عام 2009 من قبل حور بنت سلطان القاسمي، ابنة سلطان بن محمد القاسمي، عضو المجلس الأعلى لدولة الإمارات العربية المتحدة وحاكم الشارقة الحالي، لدعم الفنانين والممارسة الفنية في الإمارة عبر منصات فنية مختلفة والتي تشمل بينالي الشارقة، لقاء مارس السنوي، والمنح والمعارض الفنية والبحوث والمطبوعات المختلفة.

## بينالي الشارقة الدولي
بينالي الشارقة هو حدث فني دولي يقام في الشارقة مرة واحدة كل سنتين، والذي تم إنشاءه في عام 1993.

## لقاء مارس الدولي
لقاء مارس هو تجمع سنوي للفنانين التشكيليين والمؤسسات الفنية في المنطقة. وينظم من قبل مؤسسة الشارقة للفنون والذي أطلق في عام 2008 لتشجيع التواصل الإقليمي بين الفنانين من مختلف المجالات عن طري وتبادل الأفكار والتجارب في مجال الفن المعاصر.

## معارض وفعاليات مختارة
| عام  | اسم الفعالية                          | محتوى                         | فنان مشاركون |
| ---- | ------------------------------------- | ----------------------------- | --- |
| 2010 | معرض استعادي للفنان طارق الغصين       | معرض فني                      | طارق الغصين |
| 2012 | أصوات وذكريات                         | عرض أفلام، وأمسية غنائية      | |
| 2012 | أبعد مما تراه العين                   | معرض فني                      | بسمة الشريف |
| 2012 | متحف الأوبتوغرافيا، الغرفة الأرجوانية | معرض فني                      | ديريك أوغبورن |
| 2013 | الشارقة، وجهة نظر                     | معرض فني                      | |
| 2013 | انظر إليك ولا أرى شيئاً                | معرض فني                      | ماثيو برياند، وكورت هينتس شلاغر، ريوجي إيكيدا، أنيش كابور، وجوزيبي بينون |
| 2013 | الضربة القاضية                        | معرض فني                      | فافاريتو |
| 2013 | على الرغم من ذلك                      | معرض فني بتقيم من حور القاسمي | أيرين انسطاس ورينيه جابري، مرادبك جماليف وجلنارا كاسمالييفا، نيكولاي لارسن، مها مأمون، رشيد مشهراوي، جين – لوك مولين، معتز نصر، مارسيل أودنباخ، مليك أوهانيان، ماريو ريتسي، رائدة سعادة، جيس سلوم، شريف واكد، ليو وي. |
| 2014 | /ثوانٍ.                                | معرض فني من تقييم بيتر لويس   | عبد الله السعدي، محمد كاظم، رزق الله توفيق، حسن شريف، جلال توفيق، جوناثان وايتهول، سيندي رايت، تاكايوكي ياماموتو وآخرون.                                                                                              |
| 2014 | الشارقة، وجهة نظر 2                   | معرض فني                      | معرض جماعي للمصورين المقيمين في الإمارات العربية المتحدة. |
| 2014 | حديقة مؤسسة الشارقة للفنون            | جلسة نقاش                     | |
| 2015 | جي.سي.سي.: إنجازات إستعادية           | معرض فني                      | معرض جماعي |

## روابط خارجية
- الموقع الرسمي